# Острувек (Ленчицький повіт)
Острувек (пол. Ostrówek) — село в Польщі, у гміні Ґрабув Ленчицького повіту Лодзинського воєводства.
Населення — 130 осіб (2011).
У 1975-1998 роках село належало до Конінського воєводства.

## Демографія
Демографічна структура станом на 31 березня 2011 року:
|          | Загалом | Допрацездатний вік | Працездатний вік | Постпрацездатний вік |
| -------- | ------- | ------------------ | ---------------- | -------------------- |
| Чоловіки | 70      | 10                 | 50               | 10                   |
| Жінки    | 60      | 13                 | 30               | 17                   |
| Разом    | 130     | 23                 | 80               | 27                   |